# قداد فأري هوستوني
قداد فأري هوستوني (الاسم العلمي: Calomyscus hotsoni) هو نوع من الحيوانات يتبع جنس قداد فأري من فصيلة الفأرية.